# 稍户营子镇
稍户营子镇，是中华人民共和国辽宁省锦州市义县下辖的一个乡镇级行政单位。

## 行政区划
稍户营子镇下辖以下地区：
稍户营子镇社区、蔡屯村、稍西村、稍东村、花尔楼村、铁河村、树林子村、药王庙村、土堡子村、大王三沟村、北沟村、岫水沟村、王井屯村、五台沟村和黄土坎子村。